# 新博伊基夫斯凯
47°37′55″N 35°28′32″E / 47.63194°N 35.47556°E
新博伊基夫斯凱（烏克蘭語：Новобойківське）是位於烏克蘭東南部的村莊，由扎波羅熱州扎波羅熱区的科梅舒瓦哈市镇負責管轄。該村距離馬赫達利尼夫卡2公里，面積0.32平方公里，海拔高度96米，2001年人口34。